# SV Rödinghausen
SV Rödinghausen is een Duitse voetbalclub uit Rödinghausen uit de Kreis Herford.
De club werd in 1970 opgericht en speelde tot eind jaren 2000 op laag regionaal niveau. Nadat qua grootte de derde Duitse keukenfabrikant Häcker Küchen, die zijn hoofdzetel in Rödinghausen heeft, zich qua sponsoring en leiding met de club ging bemoeien, begon de club met een opmars. Er werden veel spelers uit hogere klassen aangetrokken die bij de sponsor gingen werken. Na vier promoties op rij kwam de club in 2013 in de Oberliga Westfalen. Daarin werd SV Rödinghausen in het seizoen 2013/14 tweede en promoveerde naar de Regionalliga West. Kampioen Arminia Bielefeld mocht niet promoveren omdat hun eerste team in de 3. Liga uitkwam.

## Eindklasseringen vanaf 1996
| Seizoen | Competitie                      | Niveau | Eindstand | DFB Pokal | Opmerking |
| ------- | ------------------------------- | ------ | --------- | --------- | --- |
| 1995/96 | Kreisliga-A Herford             | VIII   | 6         | --        | |
| 1996/97 | Kreisliga-A Herford             | VIII   | 9         | --        | |
| 1997/98 | Kreisliga-A Herford             | VIII   | 10        | --        | |
| 1998/99 | Kreisliga-A Herford             | VIII   | 10        | --        | |
| 1999/00 | Kreisliga-A Herford             | VIII   | 10        | --        | |
| 2000/01 | Kreisliga-A Herford             | VIII   | 7         | --        | |
| 2001/02 | Kreisliga-A Herford             | VIII   | 8         | --        | |
| 2002/03 | Kreisliga-A Herford             | VIII   | 11        | --        | |
| 2003/04 | Kreisliga-A Herford             | VIII   | 13        | --        | |
| 2004/05 | Kreisliga-A Herford             | VIII   | 13        | --        | |
| 2005/06 | Kreisliga-A Herford             | VIII   | 8         | --        | |
| 2006/07 | Kreisliga-A Herford             | VIII   | 7         | --        | |
| 2007/08 | Kreisliga-A Herford             | VIII   | 4         | --        | |
| 2008/09 | Kreisliga-B Herford             | IX     | 5         | --        | invoering 3. Liga |
| 2009/10 | Kreisliga-B Herford             | IX     | 1         | --        | |
| 2010/11 | Kreisliga-A Herford             | VIII   | 1         | --        | |
| 2011/12 | Bezirksliga Westfalen Staffel 1 | VII    | 1         | --        | |
| 2012/13 | Westfalenliga Staffel 1         | VI     | 1         | --        | |
| 2013/14 | Oberliga Westfalen              | V      | 2         | --        | kampioen Arminia Bielefeld II mocht niet promoveren                                                                    |
| 2014/15 | Regionalliga West               | IV     | 8         | --        | |
| 2015/16 | Regionalliga West               | IV     | 14        | --        | |
| 2016/17 | Regionalliga West               | IV     | 10        | --        | |
| 2017/18 | Regionalliga West               | IV     | 5         | --        | |
| 2018/19 | Regionalliga West               | IV     | 3         | 2e ronde  | < FC Bayern München: 1-2; Winnaar Westfalenpokal > SC Wiedenbrück 2000: 2-1                                            |
| 2019/20 | Regionalliga West               | IV     | 1         | 1e ronde  | < SC Paderborn 07: 3-3 (2-4 n.s.); competitie afgebroken i.v.m. coronapandemie; Geen licentie aangevraagd voor 3. Liga |
| 2020/21 | Regionalliga West               | IV     | 6         | --        | |
| 2021/22 | Regionalliga West               | IV     | 6         | --        | Winnaar Westfalenpokal > SC Preußen Münster: 1-1 (3-2 n.s.)                                                            |
| 2022/23 | Regionalliga West               | IV     | 4         | 1e ronde  | < TSG 1899 Hoffenheim: 0-2 n.v.                                                                                        |
| 2023/24 | Regionalliga West               | IV     | 8         | --        | |
| 2024/25 | Regionalliga West               | IV     | 5         | --        | |
| 2025/26 | Regionalliga West               | IV     | .         | --        | |

## Bekende (ex-)spelers
- Joshua Holtby
- Marvin Höner
- Lars Hutten
- Sebastian Jakubiak
- Daniel Latkowski

1. FC Bocholt ·
MSV Duisburg ·
1. FC Düren ·
Fortuna Düsseldorf II ·
FC Gütersloh ·
Eintracht Hohkeppel ·
1. FC Köln II ·
SC Fortuna Köln ·
Sportfreunde Lotte ·
Borussia Mönchengladbach II ·
Rot-Weiß Oberhausen ·
SC Paderborn 07-II ·
SV Rödinghausen ·
FC Schalke 04 II ·
Türkspor Dortmund 2000 ·
KFC Uerdingen 05 ·
SC Wiedenbrück 2000 ·
Wuppertaler SV
Staffel 1:
SG Bockum-Hövel ·
Delbrücker SC ·
Borussia Emsdetten ·
FC Preußen Espelkamp ·
TuS Hiltrup ·
SC Rot Weiss Maaslingen ·
SV Mesum ·
SuS Neunkirchen ·
FC Nieheim ·
Grün-Weiß Nottuln ·
SF Ostinghausen ·
SC Peckeloh ·
FSC Rheda ·
SV Rödinghausen II ·
SV Westfalia Soest ·
SC Westfalia Kinderhaus

Staffel 2:
FC Brünninghausen ·
SV Vestia Disteln ·
TuS Erndtebrück ·
SC Westfalia Herne ·
SV Hohenlimburg ·
Holzwickeder SC ·
SpVgg Horsthausen ·
FC Iserlohn 46/49 ·
Lüner SV ·
RSV Meinerzhagen ·
SV Wacker Obercastrup ·
SC Obersprockhövel ·
BSV Schüren ·
SV Sodingen 1912 ·
TSG Sprockhövel ·
DSC Wanne-Eickel